# ムルシア
ムルシア（Murcia）は、スペイン・ムルシア州のムニシピオ（基礎自治体）。ムルシア州の州都であり、人口は約42万人でスペイン第7位。衛星都市を含めたムルシア都市圏は56万人で、都市圏としてはスペイン第12位。セグラ川に面する。

## 歴史
825年、ムルシアは「メディナト・ムルシヤ」という名前で、アンダルスを支配したイスラム教・後ウマイヤ朝のアミール、アブド・アッラフマーン2世によって建設された。アラブ人はセグラ川の流れの利点を活かし、複雑な灌漑用水路のネットワークを作り上げた。これによって町は繁栄し、近代の灌漑システムの先取りとなった。12世紀にアラブ人の地理学者イドリースィーは、この町を人口が多く、強く要塞化されていると述べている。コルドバのカリフが倒れると、ムルシアは順にアルメリア、トレド、セビリアの支配下に入った。
1079年にセビリア王国へ併合、1147年にはバレンシア王国と共にイブン・マルダニーシュ（通称ローボ王）の手に入り、1172年にマルダニーシュが死ぬと遺言によりムワッヒド朝の支配下に入った。1223年から1243年までは独立した王国となった。
1224年にムワッヒド朝カリフ・ユースフ2世が子の無いまま亡くなり、後継者争いが勃発するとアンダルスでも小君主（タイファ）たちが台頭して領土が分裂する事態が発生、ムルシアの支配者も二転三転した。同年にムルシア太守だったアブドゥッラー・アーディルがカリフを名乗ったが3年後の1227年に暗殺、弟のイドリース・マアムーンが後を継いだが、翌1228年に混乱の隙をついたイブン・フードがムルシアを乗っ取った。1238年のフードの死後はアブー・バクルが支配していたが、1243年、カスティーリャ王フェルナンド3世の息子アルフォンソ（後のアルフォンソ10世）に率いられたカスティーリャ軍が迫ると降伏、ムルシアはカスティーリャの領土になった。翌1244年にバレンシア征服を推進していたアラゴン王ハイメ1世とアルフォンソがアルミスラ条約を締結、カスティーリャとアラゴンの国境も画定した。
1264年、グラナダ王ムハンマド1世がアンダルスのムデハル（キリスト教国在住のムスリム）を扇動して反乱を起こさせた。ムルシアも同調して反乱に加わったが、カスティーリャ王アルフォンソ10世の反撃に遭いムハンマド1世は和睦、グラナダから見捨てられた。1266年にムルシアもカスティーリャの支援に来たハイメ1世の説得で降伏、再びカスティーリャが領有した（ムルシア征服）。反乱後はムデハル追放でアンダルスの経済が打撃を受けた一方、アルフォンソ10世が推進したトレド翻訳学派の翻訳活動拠点に選ばれ、1269年頃にキリスト教・イスラム教・ユダヤ教の三教徒が学べる学校が創設された。
ムルシアに多くの移住者が北カスティーリャとプロヴァンスから移住した。1296年、ムルシアとその領域はアラゴンに引き渡されたが、1304年、トレラス条約によって最終的にカスティーリャに編入された。
18世紀、ムルシアは絹織物業によって繁栄した。教会や記念碑の多くはこの時期に建てられている。
ムルシアと周辺の地域は、1651年、1879年、1907年に洪水の被害を受けたが、堤防の建築はセグラ川を水路の中にうまく留めている。有名な歩道マレコンは、堤防の上に引かれている。
1829年、ムルシアは地震に襲われた。約6,000人の死者が出たと推定されている。
1838年にはムルシア県の県都となった。1982年にはムルシア県単独でムルシア自治州が成立し、ムルシアはムルシア自治州の州都となった。

## 地理・気候
「ウエルタ」または「ムルシアの菜園」として知られる豊かな低地の平原のほぼ中央に築かれている。その平原はセグラ川の谷を含み、右手には支流のグアダレンティン川が流れ、山地に囲まれている。
ムルシアは地中海性気候の影響を受けたステップ気候（ケッペンの気候区分ではBSh）である。地中海に近いために、『半乾燥・地中海性気候』と一般的に称され、冬は温暖である。市街地は直接海に面していないため、夏は高温である。平年の年間日照日数は320日を超える。降水量は少なく、2004年10月から2005年9月の1年間に観測された降水量は200mm以下だった。地形性の豪雨に見舞われることがある。
冬季には夜間の降霜が発生するが、降雪は稀である。ムルシアにおける降雪は20世紀中に8回（1910・1914・1926・1942・1951・1957・1971・1983年）、21世紀には2回（2017および2021年）に観測されている。 夏季には気温が40°Cを超える日が年に1、2日程度ある。アルカンタリーリャ空港における最高気温の記録は1994年7月4日および2021年8月15日に観測された47.0°Cである。
| ムルシア-アルカンタリーリャ空軍基地 (1981〜2010年の平年値)の気候 | ムルシア-アルカンタリーリャ空軍基地 (1981〜2010年の平年値)の気候 | ムルシア-アルカンタリーリャ空軍基地 (1981〜2010年の平年値)の気候 | ムルシア-アルカンタリーリャ空軍基地 (1981〜2010年の平年値)の気候 | ムルシア-アルカンタリーリャ空軍基地 (1981〜2010年の平年値)の気候 | ムルシア-アルカンタリーリャ空軍基地 (1981〜2010年の平年値)の気候 | ムルシア-アルカンタリーリャ空軍基地 (1981〜2010年の平年値)の気候 | ムルシア-アルカンタリーリャ空軍基地 (1981〜2010年の平年値)の気候 | ムルシア-アルカンタリーリャ空軍基地 (1981〜2010年の平年値)の気候 | ムルシア-アルカンタリーリャ空軍基地 (1981〜2010年の平年値)の気候 | ムルシア-アルカンタリーリャ空軍基地 (1981〜2010年の平年値)の気候 | ムルシア-アルカンタリーリャ空軍基地 (1981〜2010年の平年値)の気候 | ムルシア-アルカンタリーリャ空軍基地 (1981〜2010年の平年値)の気候 | ムルシア-アルカンタリーリャ空軍基地 (1981〜2010年の平年値)の気候 |
| 月                                                               | 1月                                                              | 2月                                                              | 3月                                                              | 4月                                                              | 5月                                                              | 6月                                                              | 7月                                                              | 8月                                                              | 9月                                                              | 10月                                                             | 11月                                                             | 12月                                                             | 年                                                               |
| ---------------------------------------------------------------- | ---------------------------------------------------------------- | ---------------------------------------------------------------- | ---------------------------------------------------------------- | ---------------------------------------------------------------- | ---------------------------------------------------------------- | ---------------------------------------------------------------- | ---------------------------------------------------------------- | ---------------------------------------------------------------- | ---------------------------------------------------------------- | ---------------------------------------------------------------- | ---------------------------------------------------------------- | ---------------------------------------------------------------- | ---------------------------------------------------------------- |
| 平均最高気温 °C （°F）                                           | 16.6 (61.9)                                                      | 18.1 (64.6)                                                      | 20.9 (69.6)                                                      | 23.1 (73.6)                                                      | 26.4 (79.5)                                                      | 30.9 (87.6)                                                      | 34.0 (93.2)                                                      | 34.0 (93.2)                                                      | 30.4 (86.7)                                                      | 25.6 (78.1)                                                      | 20.2 (68.4)                                                      | 17.0 (62.6)                                                      | 24.8 (76.6)                                                      |
| 日平均気温 °C （°F）                                             | 10.2 (50.4)                                                      | 11.7 (53.1)                                                      | 14.1 (57.4)                                                      | 16.1 (61)                                                        | 19.6 (67.3)                                                      | 23.9 (75)                                                        | 26.9 (80.4)                                                      | 27.2 (81)                                                        | 24.0 (75.2)                                                      | 19.4 (66.9)                                                      | 14.3 (57.7)                                                      | 11.1 (52)                                                        | 18.2 (64.8)                                                      |
| 平均最低気温 °C （°F）                                           | 3.9 (39)                                                         | 5.2 (41.4)                                                       | 7.2 (45)                                                         | 9.2 (48.6)                                                       | 12.7 (54.9)                                                      | 16.9 (62.4)                                                      | 19.7 (67.5)                                                      | 20.4 (68.7)                                                      | 17.4 (63.3)                                                      | 13.2 (55.8)                                                      | 8.4 (47.1)                                                       | 5.1 (41.2)                                                       | 11.6 (52.9)                                                      |
| 降水量 mm （inch）                                               | 26 (1.02)                                                        | 28 (1.1)                                                         | 31 (1.22)                                                        | 25 (0.98)                                                        | 28 (1.1)                                                         | 18 (0.71)                                                        | 2 (0.08)                                                         | 10 (0.39)                                                        | 29 (1.14)                                                        | 34 (1.34)                                                        | 33 (1.3)                                                         | 25 (0.98)                                                        | 290 (11.42)                                                      |
| 平均降水日数                                                     | 3                                                                | 3                                                                | 3                                                                | 4                                                                | 4                                                                | 2                                                                | 1                                                                | 1                                                                | 3                                                                | 4                                                                | 4                                                                | 4                                                                | 35                                                               |
| 出典：Agencia Estatal de Meteorología                            |                                                                  |                                                                  |                                                                  |                                                                  |                                                                  |                                                                  |                                                                  |                                                                  |                                                                  |                                                                  |                                                                  |                                                                  |                                                                  |

降水量が少ないため、灌漑に使う水についての話し合いムルシア平原の賢人会が行われる。

## 政治
| 任期      | 首長名                                 | 政党 |
| --------- | -------------------------------------- | ---- |
| 1979–1983 | ホセ・マリーア・アロカ・ルイス＝フネス | PSOE |
| 1983–1987 | アントニオ・ボダロ・サントージョ       | PSOE |
| 1987–1991 | ホセ・メンデス・エスピノ               | PSOE |
| 1991–1995 | ホセ・メンデス・エスピノ               | PSOE |
| 1995–1999 | ミゲル・アンヘル・カマラ・ボティア     | PP   |
| 1999–2003 | ミゲル・アンヘル・カマラ・ボティア     | PP   |
| 2003–2007 | ミゲル・アンヘル・カマラ・ボティア     | PP   |
| 2007–2011 | ミゲル・アンヘル・カマラ・ボティア     | PP   |
| 2011–2015 | ミゲル・アンヘル・カマラ・ボティア     | PP   |
| 2015–2019 | ホセ・バリェスタ・ヘルマン             | PP   |
| 2019–2023 | n/d                                    | n/d  |
| 2023–     | n/d                                    | n/d  |

## 人口
| ムルシアの人口推移 1842－2011                           |
|                                                         |
| 出典:INE（スペイン国立統計局）1900年 - 1991年、1996年 - |

## 経済
ムルシアでは農産物の生産が盛んである。パプリカはDO指定。ヨーロッパのスーパーマーケットでは、ムルシア産のトマト、レタス、特にレモン、オレンジがよく見られる。
最近では、「居住観光」が注目されている。北ヨーロッパの多くの人々が陽光豊かなムルシアに別荘を持っている。

## 名所

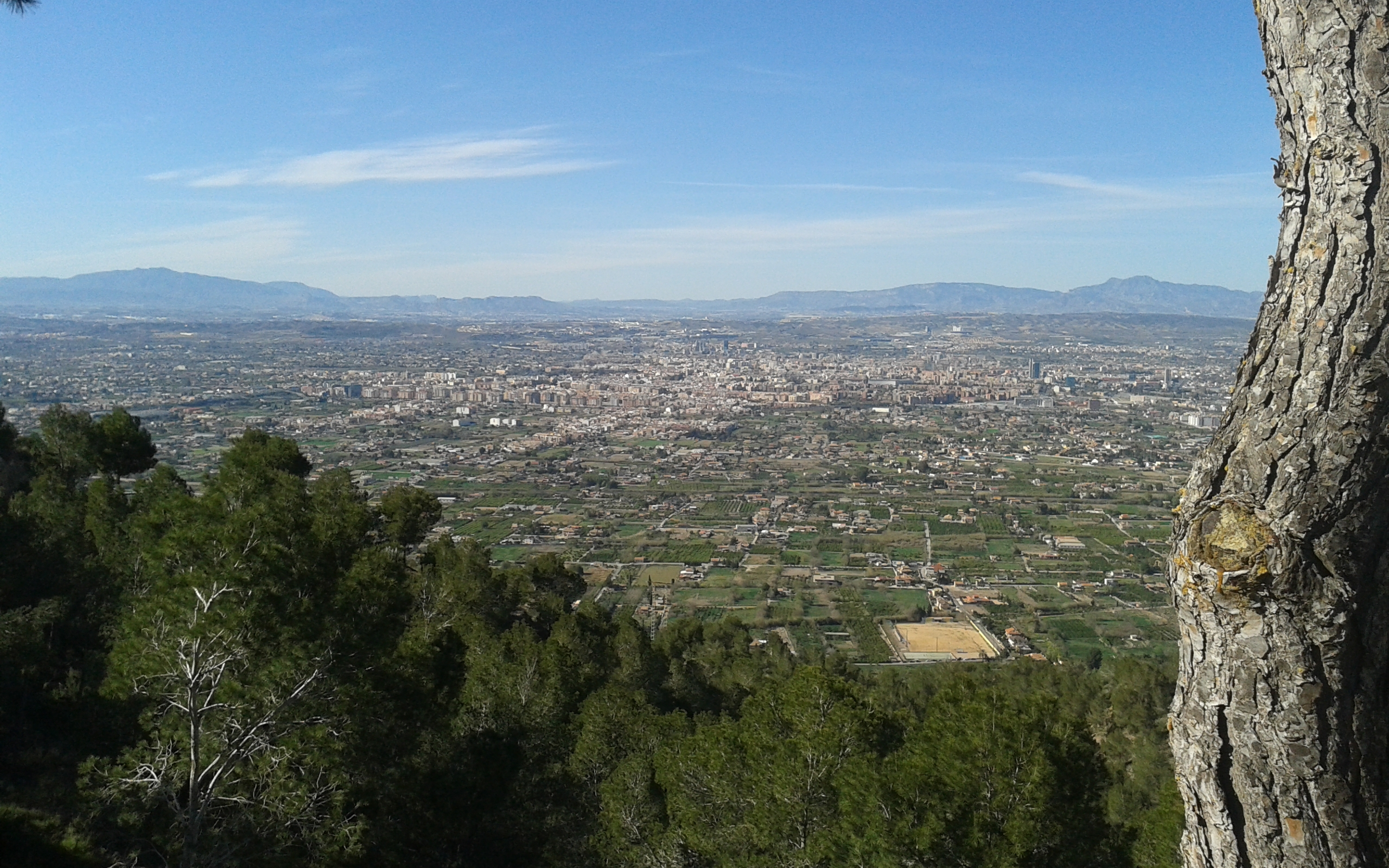
南方のカラスコイ山地から見たムルシア市街

カテドラルは、1394年から1465年にかけてカスティーリャ・ゴシック様式で建てられた。1792年に完成された塔は、スタイルの混成を示している。最初の2階（1521-1546年）はルネサンス様式で、3階はバロック、鐘塔はロココと新古典主義の影響が見られる。ファサード（1736-1754年）は、スペイン・バロックの代表作と見なされている。
ほかにカテドラル前の広場（カルデナル・ベルーガ広場）で有名な建物には、カラフルな司教館（18世紀）や、建築家ラファエル・モネオの手による物議をかもした新市庁舎がある。
セグレ川沿いのグロリエタは、伝統的な市の中心部で、18世紀に作られた景色のよい場所である。アユンタミエント（市庁舎）はここに位置する。
歩行者用の区域は旧市街のほとんどを占め、中央にプラテリア通りとトラペリア通りがある。トラペリア通りはカテドラルからサント・ドミンゴ広場（以前の市場）に通ずる。トラペリア通りには、1847年に社交場として作られたカジノがあり、その豪華な室内にはアルハンブラ宮殿を意識したムーア式の中庭がある。

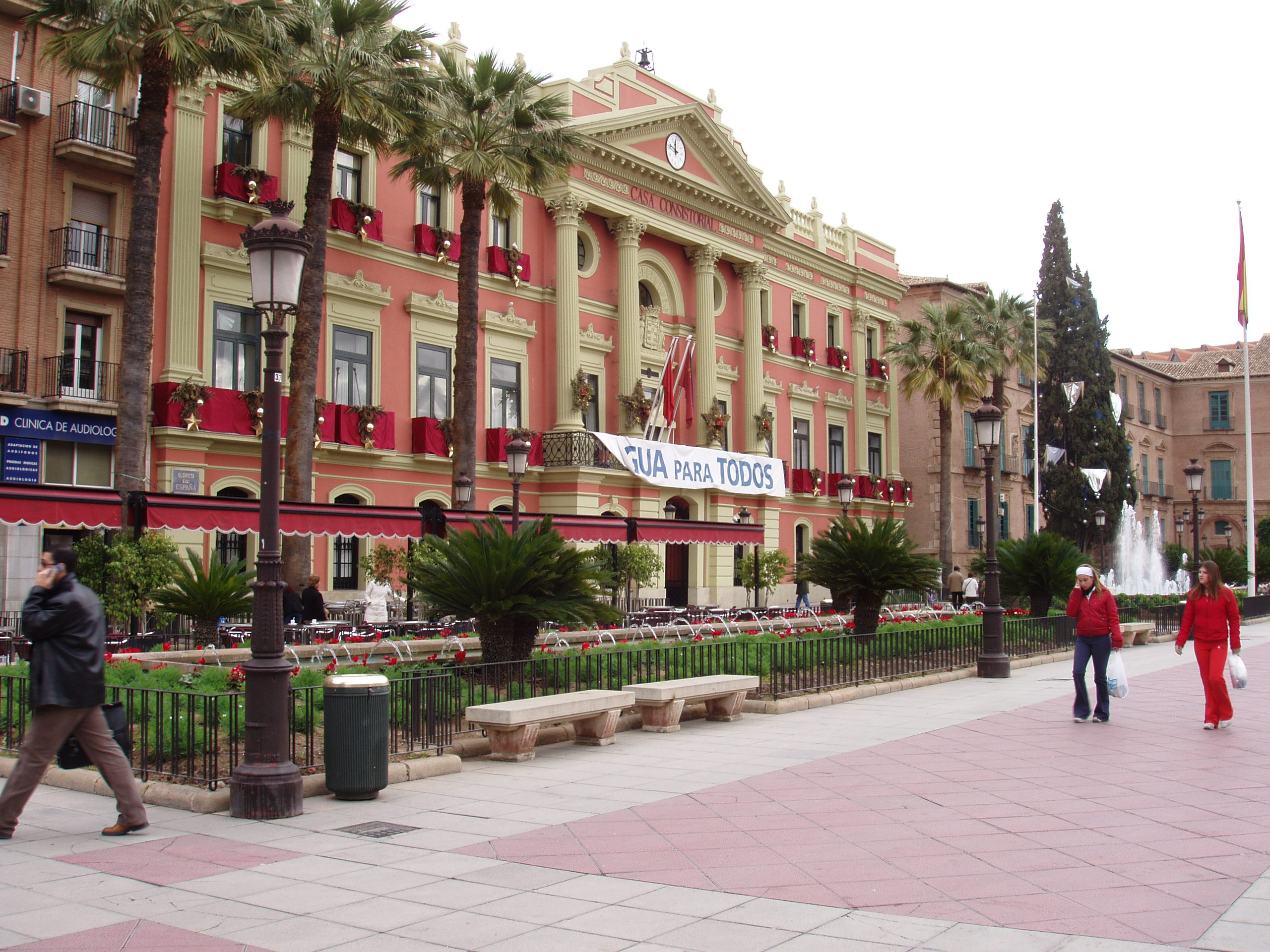
グロリエタ、左手に市庁舎
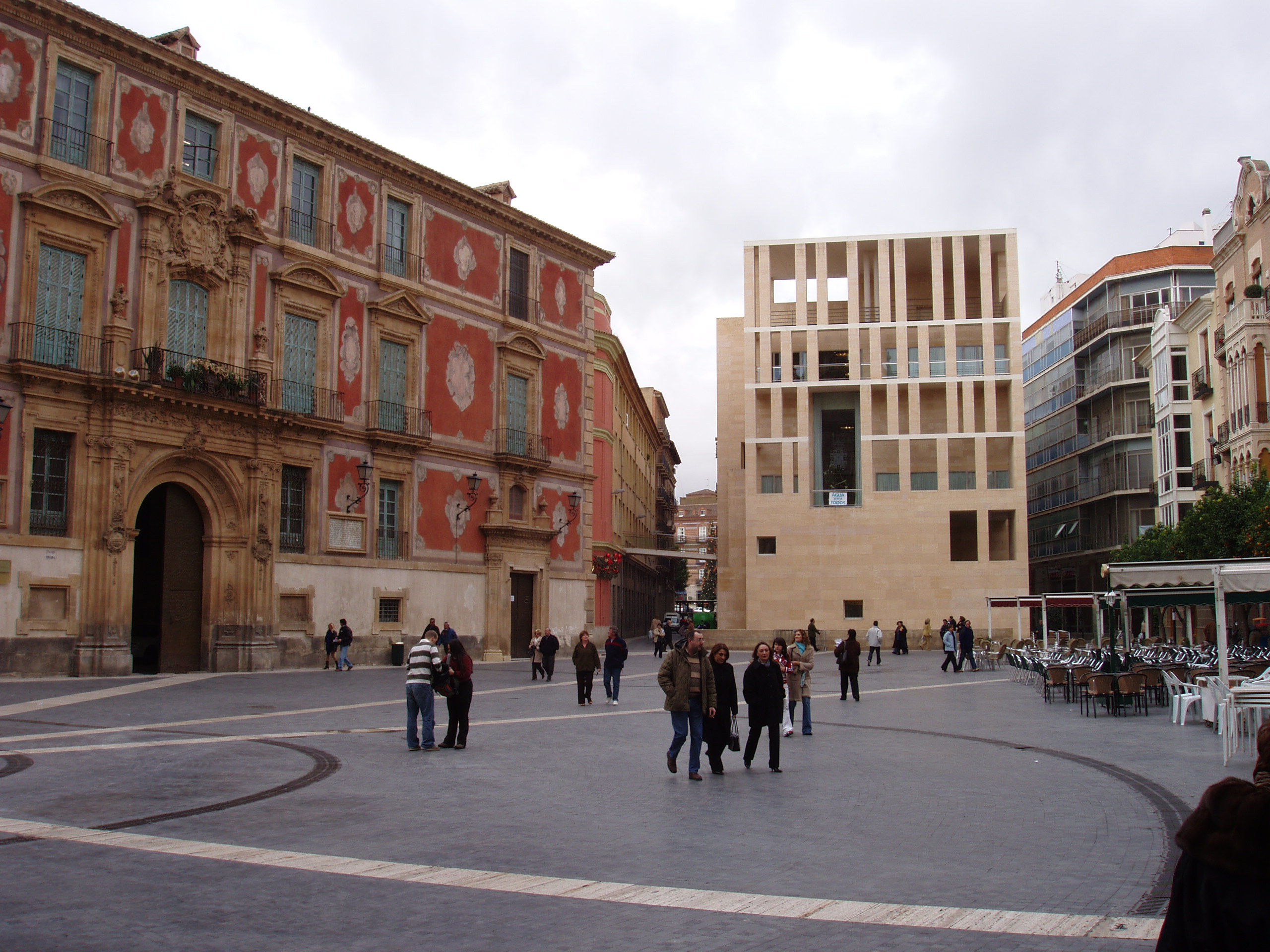
カテドラル前のカルデナル・ベルーガ広場
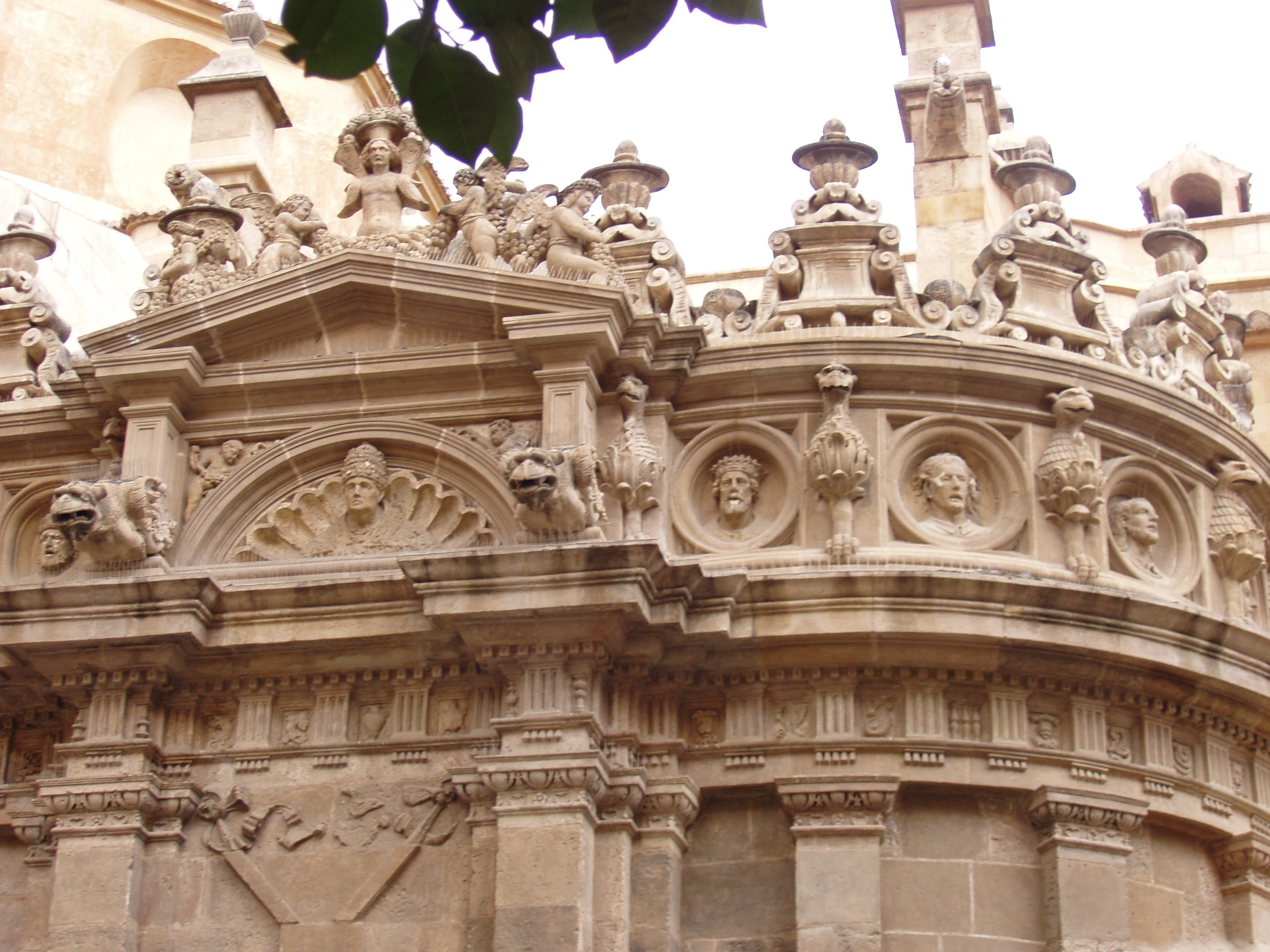
カテドラル
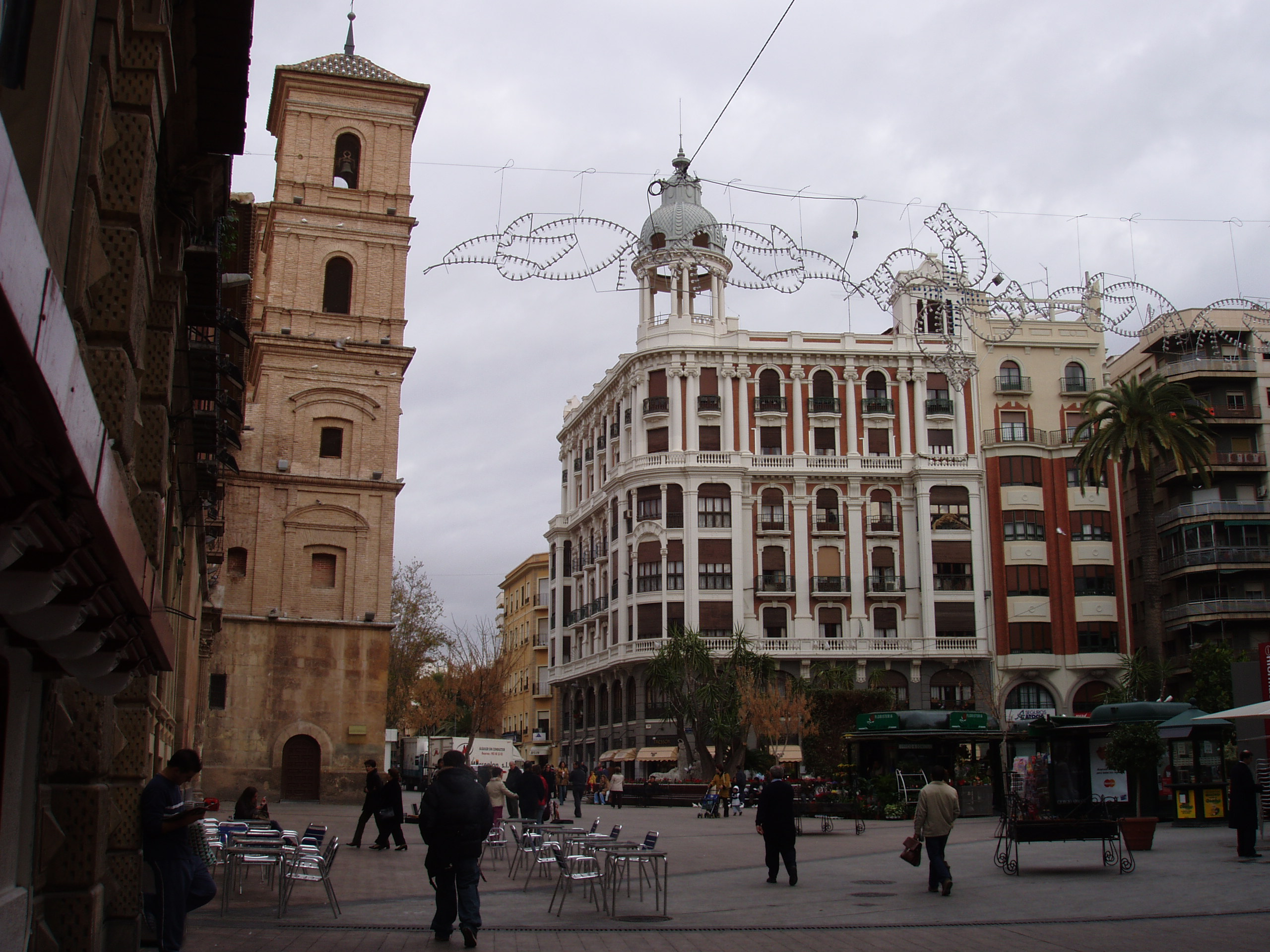
サント・ドミンゴ広場

## 祭り
スペインではムルシアの聖週間の祭りは有名である。フランシスコ・サルシーリョによる実物大の彫刻が美術館から引き出され、花とろうそくに飾られて街中を優雅に行列する。これらはキリストの磔刑に至る事件を描いた彫刻である。
聖週間のあとで、もっともきらびやかな儀式は、聖週間の次週にムルシアの人々が伝統的な「huertano」の服を着て祝う「Bando de la Huerta」で、その次週には「Entierro de la Sardina」（イワシの埋葬）のパレードが行われる。

## 交通
ムルシアから南東35kmのサン・ハビエルに、ムルシア＝サン・ハビエル空港があり、市内中心部からは車で30分の距離である。マドリード、バルセロナからの近距離便やイギリス、北欧からの格安航空便が飛んでいる。ムルシアへの旅行には、70km離れたアリカンテ＝エルチェ空港もよく使われる。
鉄道（スペイン国鉄）を使うと、マドリードからは4時間強かかる。
- ムルシア・トラム（路面電車）

## 教育
ムルシアには3つの大学がある。ムルシア大学（1912年創立）、カルタヘナ工科大学、サン・アントニオ・カトリック大学(UCAM)である。

## スポーツ
- レアル・ムルシア : リーガ・エスパニョーラに所属するサッカークラブ。
- UCAMムルシア : リーガ・エスパニョーラに所属するサッカークラブ。
- CBムルシア : リーガACBに所属するバスケットボールクラブ。
- エルポソ・ムルシアFS : プリメーラ・ディビシオンに所属するフットサルクラブ。
- HRT F1 : F1チーム。

## 姉妹都市
| - グラース、フランス - マイアミ、アメリカ合衆国 - ウッチ、ポーランド | - レッチェ、イタリア - ムルシア、フィリピン - イラプアト、メキシコ |